# Porto Carras

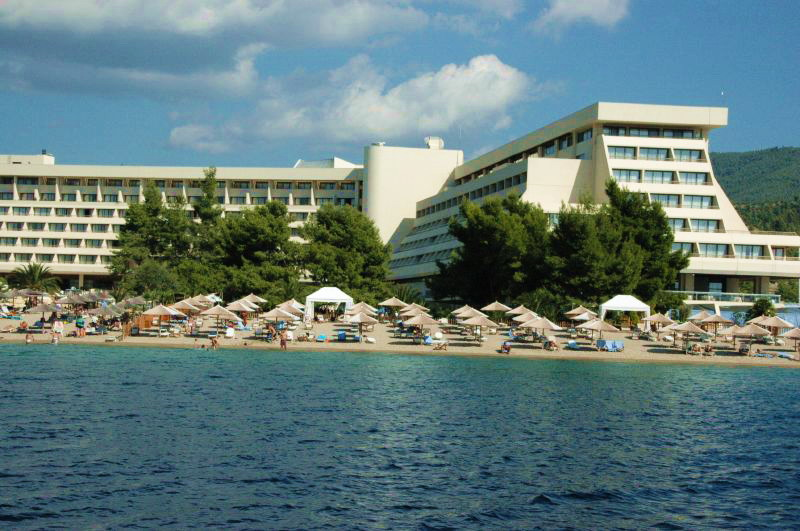
Vista de l'Hotel Meliton.

Porto Carras (en grec: Πόρτο Καρράς), també conegut com a Porto Carras Grand Resort, és un dels més grans i famosos hotels i complexs de vacances del nord de Grècia. Es troba a Sithonia, Península Calcídica, a aproximadament 120 km de la segona ciutat més gran de Grècia, Tessalònica.

## Història i característiques
Porto Carras fou creat per Iannis Karràs, un home de negocis i armador grec. Originalment, fou planificat per l'arquitecte d'anomenada Walter Gropius, però les tasques de construcció començaren pòstumament el 1973. El projecte fou una revolució pel turisme de la zona. Porto Carras Grand Resort inclou dos hotels principals de 5 estrelles, Meliton i Sithonia així com el Village Inn, que és una residència de bungalows. Hi ta també 45.000 oliveres; zones per jugar a bàsquet, futbol, tennis i golf, i també un vinyar que cobreix una àrea de 475.000 m².
Porto Carras és també la seu del més gran port esportiu del nord de Grècia, i un dels més grans del Sud-est d'Europa, així com un centre de talassoteràpia i de spa. Hi ha també restaurants, bars, i un cinema d'estiu. Actualment, el complex de Porto Carras és propietat de l'empresa atenenca Olympiaki Techniki AE.
Porto Carras és a prop de la vila tradicional de Neos Marmaràs, una destinació turística plena durant l'estiu, amb molts restaurants, cafeteries, i botigues turístiques.

## Esdeveniments

### Cimera de la Unió Europea (2003)
El juny de 2003, Porto Carras fou seu de la cimera de la Unió Europea de Tessalònica, organitzada sota la presidència grega, durant la qual es va presentar per primer cop la proposta de Constitució de la Unió. Els 25 líders dels membres de la Unió Europea, conjuntament amb el Primer Ministre de Turquia i caps de l'OTAN varen prendre part en un gran dinar oficial, convidats pel llavors President de Grècia, Konstandinos Stefanópulos.

### Campionat d'Europa d'escacs (2011)
Entre el 3 i l'11 de novembre de 2011, Porto Carras fou la seu de la 18a edició del Campionat d'Europa per equips nacionals.